# Afonso Carson
Afonso Carson (Dili, 16 maggio 1987) è un ex calciatore est-timorese, di ruolo difensore.

## Carriera

### Club
Nel 2009 ha firmato un contratto con i sudcoreani del Gwangju.

### Nazionale
Ha debuttato in nazionale il 2 luglio 2011, in Timor Est-Nepal (0-5), valevole per le qualificazioni ai Mondiali 2014.

## Statistiche
| Cronologia completa delle presenze e delle reti in nazionale ― Timor Est | Cronologia completa delle presenze e delle reti in nazionale ― Timor Est | Cronologia completa delle presenze e delle reti in nazionale ― Timor Est | Cronologia completa delle presenze e delle reti in nazionale ― Timor Est | Cronologia completa delle presenze e delle reti in nazionale ― Timor Est | Cronologia completa delle presenze e delle reti in nazionale ― Timor Est | Cronologia completa delle presenze e delle reti in nazionale ― Timor Est | Cronologia completa delle presenze e delle reti in nazionale ― Timor Est |
| Data                                                                     | Città                                                                    | In casa                                                                  | Risultato                                                                | Ospiti                                                                   | Competizione                                                             | Reti                                                                     | Note                                                                     |
| ------------------------------------------------------------------------ | ------------------------------------------------------------------------ | ------------------------------------------------------------------------ | ------------------------------------------------------------------------ | ------------------------------------------------------------------------ | ------------------------------------------------------------------------ | ------------------------------------------------------------------------ | ------------------------------------------------------------------------ |
| 2-7-2011                                                                 | Katmandu                                                                 | Timor Est                                                                | 0 – 5                                                                    | Nepal                                                                    | Qual. Mondiali 2014                                                      | -                                                                        |                                                                          |
| Totale                                                                   |                                                                          | Presenze                                                                 | 1                                                                        |                                                                          | Reti                                                                     | 0                                                                        |                                                                          |